# فرشته تاریکی (فیلم ۱۹۳۵)
فرشته تاریکی (انگلیسی: The Dark Angel) فیلمی در ژانر درام به کارگردانی سیدنی فرانکلین است که در سال ۱۹۳۵ منتشر شد. از بازیگران آن می‌توان به فردریک مارچ، مرل اوبرون، هربرت مارشال، دیوید تورنس و جان هالیدی اشاره کرد.
این فیلم برنده جایزه اسکار بهترین کارگردانی هنری در سال ۱۹۳۵ شده است.